# 新保村 (富山県)
新保村（しんぼむら）は、かつて富山県上新川郡にあった村。現在は富山市南部の新保地区で、地区内には富山きときと空港や富山産業展示館（テクノホール）、カターレ富山の本拠地・富山県総合運動公園陸上競技場などがある。

## 沿革
- 1889年（明治22年）4月1日 - 町村制の施行により、上新川郡西新保村、萩原村、東塚原村、才覚寺村、西荒屋村、経田村、友杉村、秋ケ島村、別名皆新田村、任海村、南中田村、吉倉村、押上村、福居村、大利新村、上栗山村、惣在寺村、安養寺村の区域の一部及び下熊野村の区域の一部の区域をもって、上新川郡新保村が発足する。村役場は秋ヶ島外37ヶ村戸長役場（1884年〔明治17年〕7月設置）を引き続き村役場として使用[3]。
- 1892年（明治25年）9月 - 役場を新保174番地の民家を買受けて移転[3]。
- 1930年（昭和5年） - 大正初期からの大字の合併により、この時点での大字は、萩原、塚原、才覚寺、経田、荒屋、八日町、秋ケ島、友杉、任海、新保、別名、吉倉、押上、福居、中田、大利、惣在寺、栗山の18大字となった[4]。
- 1939年（昭和14年）
  - 7月24日 - 村役場の地鎮祭を挙行[2]。
  - 7月28日 - 村役場の工事に着手する[2]。
- 1940年（昭和15年）5月4日 - 大字新保字石原174番地にて近代式木造瓦葺2階建て119坪平屋建て12坪5合平屋建て倉庫36坪の村役場庁舎が竣工（5月15日に竣工式）[2]。
- 1955年（昭和30年）4月1日 - 上新川郡新保村、熊野村及び月岡村が合併して、上新川郡富南村が発足する。旧新保村役場は富南村役場新保支所となる[2]（1960年〔昭和35年〕10月の富南村の富山市への合併以降は富山市役所新保出張所となった[5]）。

## 歴代村長
出典→
- 初代：高見平十郎（1889年5月30日 - 1892年10月3日）
- 2代目：高見健作（1892年10月8日 - 1894年11月6日）
- 3代目：池田覚右衛門（1894年11月24日 - 1896年4月29日）
- 4代目：黒田松太郎（1896年5月22日 - 1900年5月21日）
- 5 - 7代目：河原勇太郎（1900年6月5日 - 1908年8月7日）
- 8代目：岡崎久雄（1908年8月19日 - 1912年8月18日）
- 9代目：津野政太郎（1912年8月19日 - 1914年3月23日）
- 10代目：桑名清隆（1914年4月2日 - 1916年2月18日）
- 11代目：野上義知（1916年4月27日 - 1918年9月25日）
- 12代目：斉藤清長（1918年10月7日 - 1919年8月7日）
- 13代目：岡崎幸次郎（1919年8月27日 - 1922年10月25日）
- 14代目：高安滋次（1922年11月10日 - 1926年11月9日）
- 15 - 18代目：斉藤重義（1926年11月10日 - 1939年11月30日）
- 19代目：野上忠作（1940年1月17日 - 1940年6月30日）
- 20、21代目：津野幸作（1940年7月8日 - 1946年12月2日）
- 22代目：斉藤重義（1947年4月5日 - 1951年4月4日）
- 23代目：今井金之助（1951年4月23日 - 1955年3月31日）